# Cell (rivista)
Cell (pronuncia /sell/) è una rivista di biologia per la pubblicazione di articoli scientifici a revisione paritaria, nata nel 1974 da Benjamin Lewin e pubblicata due volte al mese da Cell Press.
Tratta tematiche riguardanti la biologia molecolare, la biologia cellulare, sistemi biologici, cellule staminali, genetica, genomica, proteomica, ricerca sul cancro, immunologia, neuroscienze, biologia strutturale, microbiologia, virologia, fisiologia, biofisica, e biologia computazionale.
Nel 2014 il fattore d'impatto della rivista era di 32 242.